# Autoserica fluviatica
Autoserica fluviatica är en skalbaggsart som beskrevs av Brenske 1902. Autoserica fluviatica ingår i släktet Autoserica och familjen Melolonthidae. Inga underarter finns listade.